# Симичи
Симичи (на сръбски: Симићи) е село в Босна и Херцеговина, разположено в община Власеница, в ентитета на Република Сръбска. Намира се на 517 метра надморска височина. Населението му според преброяването през 2013 г. е 173 души, от тях: 171 (98,84 %) сърби и 2 (1,15 %) хървати.

## Население
Численост на населението според преброяванията през годините:
- 1961 – 222 души
- 1971 – 285 души
- 1981 – 260 души
- 1991 – 204 души
- 2013 – 173 души